# Xerox
Xerox is een wereldwijd opererend Amerikaans bedrijf dat diensten en producten aanbiedt op het gebied van beheer en reproductie van documenten. Het bedrijf werd in 1906 opgericht als Haloid, maar nadat men een patent kocht van Chester Carlson op het zogenaamde xerografische proces hernoemde het bedrijf zich tot Xerox.

## Activiteiten
Het bedrijf is vooral bekend van kopieermachines en printers. Het Amerikaanse hoofdkantoor is gevestigd in Norwalk (Connecticut), hoewel de meeste werknemers rondom Rochester (New York) werken. Xerox had in december 2023 wereldwijd zo'n 20.100 werknemers, waarvan de helft werkzaam in de Verenigde Staten.
In 2023 had het bedrijf een omzet van 7 miljard dollar, waarvan zo'n 60% werd gerealiseerd buiten de Verenigde Staten (VS). Europa is de belangrijkste afzetmarkt buiten de VS. De verkoop van nieuwe apparaten maakte een kwart uit van de totale verkopen, de rest van de omzet werd behaald met onderhoudsdiensten, onderdelen, printerverbruiksartikelen, financiering enzovoorts.
Het bedrijf geeft zo'n 3% van de omzet uit aan Onderzoek & Ontwikkeling (R&D). Bij het Palo Alto Research Center (PARC) van Xerox werden in de jaren zeventig veel van de oorspronkelijke microcomputertechnologieën ontwikkeld (zoals Ethernet, de laserprinter, het GUI en objectgeoriënteerd programmeren). De toenmalige directie van Xerox zag de mogelijkheden hiervan niet in en nieuwe bedrijven als Apple, Microsoft en 3Com profiteerden daarvan. In 2002 heeft Xerox van PARC een zelfstandige dochteronderneming gemaakt. In april 2023 doneerde Xerox PARC aan Stanford Research Instituut (SRI International).
De aandelen van Xerox stonden sinds 1961 genoteerd aan de New York Stock Exchange, maar verhuisde op 21 september 2021 naar de NASDAQ.

### Resultaten
De resultaten van Xerox fluctueren scherp als een gevolg van acquisities en verkopen. Vooral de overname van Affiliated Computer Services in 2010 had een grote invloed en wederom toen Xerox besloot deze tak weer te verkopen in 2015.
| Jaar | Omzet  | Bedrijfs- resultaat | Netto- resultaat | Werknemers |
| ---- | ------ | ------------------- | ---------------- | ---------- |
| 2000 | 18.751 | −367                | −273             | 92.500     |
| 2005 | 15.701 | 830                 | 920              | 55.200     |
| 2010 | 21.633 | 815                 | 606              | 136.500    |
| 2015 | 11.465 |                     | 848              |            |
| 2020 | 7.022  | 252                 | 192              | 25.100     |
| 2021 | 7.038  | −475                | −455             | 23.300     |
| 2022 | 7.107  | −328                | −322             | 20.500     |
| 2023 | 6.886  | −28                 | 1                | 20.100     |

## Geschiedenis
Het bedrijf werd in 1906 opgericht als The Haloid Photographic Company. Na de koop van een patent van Chester Carlson op het zogenaamde xerografische proces werd de naam gewijzigd in 1958 gewijzigd in Haloid Xerox en in 1961 in Xerox Corporation.
In 1959 werd de Xerox 914 geïntroduceerd, het eerste fotokopieerapparaat voor gewoon papier. Het was bijzonder succesvol en de omzet van Xerox steeg sterk, van zo'n US$ 60 miljoen in 1961 naar meer dan US$ 500 miljoen in 1965. In 1971 werd het eerste kleurenkopieerapparaat geïntroduceerd.
Sinds februari 1962 werkte Xerox samen met Fujifilm in het Verre Oosten inclusief Japan. Het begon als een joint venture waarin beide bedrijven een belang hadden van 50%, maar in 2001 kocht Fujifilm extra aandelen waarmee het belang van Xerox daalde naar 25% in Fuji Xerox. Dit bedrijf telde in 2014 bijna 47.000 medewerkers.
De Europese activiteiten waren tot 1997 een joint venture tussen de Xerox Corporation en de Britse Rank Organisation, onder de naam Rank Xerox. In 1997 kwamen de activiteiten geheel in handen van Xerox en werd de naam Rank Xerox uitgefaseerd tot Xerox. Het Europese distributiecentrum van Xerox bevindt zich in het Nederlandse Venray. In Venray was ook een fabriek gevestigd, deze werd echter in 2002 uitbesteed aan Flextronics. Het hoofdkantoor voor Europa, Xerox Europe Ltd., is gevestigd in Uxbridge Engeland. Het Nederlandse hoofdkantoor staat sinds 2020 in De Meern.
In februari 2010 werd Affiliated Computer Services (ACS), een services- en outsourcingbedrijf, voor US$ 6,4 miljard overgenomen.
In oktober 2015 kondigde het management van Xerox al aan de bedrijfsstrategie opnieuw te bekijken, na druk van grootaandeelhouder Carl Icahn. In januari 2016 besloot Xerox het bedrijf in twee onderdelen te gaan splitsen. De divisies voor printers en kopieerapparaten en die voor digitale dienstverlening gaan los van elkaar verder. De printertak heeft een jaaromzet van US$ 11 miljard en de dienstentak zo’n US$ 7 miljard. De dienstentak kreeg de naam Conduent. In januari 2017 werd deze splitsing voltooid, waarbij Conduent Inc. (ticker symbol: CNDT) een eigen notering kreeg aan de beurs van New York. Als onderdeel van de splitsing kreeg Xerox US$ 1,8 miljard van Conduent. Conduent bestaat voor een groot deel uit de activiteiten van het voormalige bedrijf ACS dat in 2010 werd overgenomen. Conduent kreeg de meerderheid van de medewerkers van het ongesplitste Xerox en telde bij de splitsing 93.000 werknemers.
In 2019 deed Xerox een bod ter waarde van US$ 33,5 miljard op computer- en printerbedrijf HP. De raad van bestuur van HP wees het voorstel af.
In november 2019 verkocht Xerox het belang in Fuji Xerox aan zijn partner Fujifilm waarmee een einde kwam aan de samenwerking die bijna 60 jaar heeft geduurd. Dit bedrijfsonderdeel telde in 2018/19 bijna 40.000 medewerkers en behaalde een omzet van 1000 miljard yen (ca. US$ 9 miljard), min of min of meer gelijk verdeeld over Japan en de rest van het Verre Oosten. Fujifilm betaalde voor het belang US$ 2,3 miljard.
In april 2023 doneerde Xerox het onderzoekcentrum PARC aan Stanford Research Instituut (SRI International), een onderzoeksorganisstie zonder winstoogmerk. Deze donatie drukte het resultaat ná belastingen in dat jaar met US$ 92 miljoen.
Op 23 december 2024 maakte Xerox een overnamebod bekend op Lexmark ter waarde van US$ 1,5 miljard. Met deze overname versterkt Xerox zijn zijn positie in de kleurenprintmarkt en verdubbelt bijna in omvang. De combinatie heeft meer dan 200.000 klanten in 170 landen en beschikt over 125 fabricage- en distributiecentra in 16 landen.

## Eponiem
In het Amerikaans-Engels is to xerox een werkwoord geworden voor 'kopiëren'. Xerox Corporation is niet gelukkig met deze situatie, omdat de onderneming dit als bedreiging van de merknaam beschouwt wanneer een rechtbank Xerox tot "generiek" zou verklaren, waardoor de exclusiviteit van de merknaam in gevaar zou komen.